# فرهنگ‌سرای حیدر علی‌اف
فرهنگ‌سرای حیدر علی‌اف (به ترکی آذربایجانی: Heydər Əliyev Sarayı) یک سالن اجرای کنسرت در باکو، پایتخت جمهوری آذربایجان می‌باشد.

## دربارهٔ فرهنگ‌سرا
فرهنگ‌سرای حیدر علی‌اف در ۱۴ دسامبر سال ۱۹۷۲ گشایش یافت. همان روز، اولین کنسرت با مشارکت هنرمندان مطرح اهل این کشور در فرهنگ‌سرا اجرا شد. از همان ابتدای تاسیسش، هنرمندان پرآوازه ای از کشورهای ترکیه، جمهوری فدرال سوسیالیستی یوگسلاوی، چکسلواکی، انگلستان، ایالات متحده آمریکا و تمامی جماهیر عضو شوروی در این فرهنگ‌سرا روی صحنه رفته‌اند.
در ۳۰ سال گذشته، مهمترین رویدادهای سیاسی، اجتماعی و فرهنگی دارای اهمیت بین‌المللی، کشوری و دولتی در فرهنگ‌سرای حیدر علی اف برگزار شده و می‌شود.
فرهنگ‌سرا دارای نگارخانه‌ای می‌باشد، که عکس‌های هنرمندان روی صحنه رفته و اطلاعاتی راجع به رویدادهای برگزار شده در این مکان را دربرمی‌گیرد. بسیاری از این عکس‌ها منحصر به فرد است، که برای اولین بار در این نگارخانه به نمایش گذاشته شده‌است.
این فرهنگ‌سرا قبلاً «فرهنگ‌سرای لنین» و بعد از آن «فرهنگ‌سرای جمهوری» نامیده می‌شده‌است که، در ۱۰ مارس سال ۲۰۰۴ نام حیدر علی‌اف به آن گذاشته‌شد.
فی‌مابین سال‌های ۲۰۰۷ الی ۲۰۰۸، بازسازی‌هایی در فرهنگستان صورت گرفت. در نتیجهٔ این بازسازی‌ها، فرهنگ‌سرا به فناوری‌های روز مجهز شد.